# Neil Leonard
Neil Leonard (* 3. Dezember 1927 in Cambridge (Massachusetts); † 13. Oktober 2012 in Philadelphia) war ein US-amerikanischer Hochschullehrer und Jazzautor.
Neil Leonard wuchs in Newton (Massachusetts) auf, erwarb den Bachelor in Geschichte am Colby College und promovierte in American Studies am Harvard College. Er diente während des Koreakriegs in der US-Armee, wo er den Rang eines Corporals erwarb. Leonards Doktorarbeit Jazz and the White Americans: The Acceptance of a New Art Form (1962) behandelte aus soziologischer Sichtweise die kulturelle Haltung des weißen Amerikas gegenüber dem Jazz. Ab 1961 war er als Hochschullehrer an der University of Pennsylvania tätig, zunächst in der Fakultät American Civilization, später bis in die 1990er Jahre in der Fakultät für Geschichte. Leonard, der sich außerdem als Autor für Musikmagazine wie Rhythm Music Monthly betätigte, starb im Oktober 2012 im Hahnemann University Hospital an den Folgen eines Schlaganfalls. Sein Sohn Neil Leonard ist Klangkünstler.

## Werke
- Jazz and the White Americans: The Acceptance of a New Art Form Chicago: University of Chicago Press, 1962.
- Jazz: Myth and Religion. New York: Oxford University Press, 1987.